# トマス・アルタイザー
トマス・ジョナサン・ジャクソン・アルタイザー（Thomas Jonathan Jackson Altizer, 1927年5月28日 - 2018年11月29日）は、アメリカ合衆国の自由主義の神学者である。
フリードリヒ・ニーチェの神の死の概念を神学に盛り込んだ「神の死の神学」で有名である。

## 生涯
アルタイザーはウェストバージニア州チャールストンに生まれ、メリーランド州アナポリスのセント・ジョンズ大学に通った。シカゴ大学で学び、学士、修士、哲学博士号を取得した。修士の学位論文は、聖アウグスティヌスにおける自然と恩寵の概念についての研究であった。1955年の博士号はカール・グスタフ・ユングの宗教の理解についてであった。
1954年から1956年までインディアナ州のクロフォーズビルのウェイバッシュ大学で宗教を教えて、エモリー大学で、1956年から1968年まで、聖書と宗教の助教授をした。
1957年にゲイブリル・ヴァハニアンは『神は死んだ』という書物を著した。これは、当時起こっていた信仰復興運動を意識するものである。
エモリー大学で教えている間に、1965年と1966年の二回雑誌の記事にアルターザーの宗教的な意見を載せた。それが後に出版されたのが、『神は死んだか?』であった。アルターザーはヴァハニアンと同じ立場に立ちながら、ことなる結論に達している。
アルターザーは新約聖書のピリピ人への手紙2章6節-8節のキリストの謙卑を重要視している。
また、ウィリアム・ハミルトンが異なった立場から、1961年に『キリスト教の新しい本質』という著作で、異なった視点の神の死の神学を展開した。
2018年11月29日にストラウズバーグにて死去。91歳没。

## 著書
- 神は死んだか（Is God dead?）